# Journal of the Faculty of Agriculture of the Hokaido University
Journal of the Faculty of Agriculture of the Hokaido University (abreviado J. Fac. Agric. Hokkaido Univ.) fue una revista científica que fue publicada por la Escuela de Agricultura de Sapporo desde el año 1902. Expedido en virtud de los nombres anteriores de la facultad: -1906, Sapporo Agricultural College.-- 1908-17, College of Agriculture, Tohoku Imperial University.--1918-, College of Agriculture, Hokkaido Imperial University.